# 塩酸塩
塩酸塩(えんさんえん、Hydrochloride)は、塩酸がアミン等の有機塩基と反応した結果生じる塩である。フランス語を用いてchlorhydrateとも書く。また、かつて塩酸のことをmuriatic acidと呼んだことから、かつてはmuriateと言った。
例えば、ピリジン(C5H5N)が塩酸(HCl)と反応すると、ピリジン塩酸塩（塩化ピリジニウム）が生じる。分子式は、C5H5N・HClまたはC5H5NH+ Cl-と書く。

## 利用
不溶性のアミンを塩酸塩にすることは、それらを可溶化するための常套手段である。この性質は、薬品となる物質には特に望ましい。European Pharmacopoeia（欧州薬局方）は、薬品中の活性物質として、200を超える塩酸塩を収録している。これらの塩酸塩は、遊離塩基と比べ、消化管内で溶解しやすく、より速く血流に吸収される。さらに、多くのアミン塩酸塩は、各々の遊離塩基と比べ、消費期限が長くなる。